# ألبرت بروس (لاعب كرة قدم)
ألبرت بروس هو لاعب كرة قدم روسي في مركز الوسط، ولد في 15 مايو 1987 في سوتشي في روسيا. لعب مع FC Zhemchuzhina-Sochi ‏.